# Everglow
"Everglow"는 영국의 밴드 콜드플레이의 노래이다. 7번째 스튜디오 앨범 A Head Full of Dreams의 다섯번째 싱글이다.